# Carex reniformis
Carex reniformis là một loài thực vật có hoa trong họ Cói. Loài này được (L.H.Bailey) Small mô tả khoa học đầu tiên năm 1903.